# آب‌انبار جلک
آب‌انبار جلک (جمک) مربوط به دوره پهلوی اول است و در یزد، بلوار باهنر، جنب میدان امام حسین، کوچه ابوذر واقع شده و این اثر در تاریخ ۲۲ مرداد ۱۳۸۴ با شمارهٔ ثبت ۱۳۰۲۷ به‌عنوان یکی از آثار ملی ایران به ثبت رسیده است.